# Swing-Romanze
Swing Romanze ist ein US-amerikanischer Musikfilm von H. C. Potter aus dem Jahr 1940.

## Handlung
Die Trompetenspieler Danny O’Neill und Hank Taylor sind seit sieben Jahren Dauerstudenten. Sie fallen absichtlich durch die Prüfungen, weil sie als Mitglieder der Collegeband Perennials mehr Geld als Musiker verdienen als außerhalb der Universität. Eines Tages trifft Danny während eines College-Abschluss-Konzerts auf die attraktive Ellen Miller, die zugibt, ihn bereits gesucht zu haben – er schuldet ihrem Chef noch Geld. Auch Hank ist sofort in Ellen verliebt und so begeben sich beide am nächsten Tag zu Ellens Chef, sind aber eher daran interessiert, die junge Frau wiederzusehen. Ihnen kommt die Idee, Ellen als Bandmanagerin einzustellen. Als sie erklärt, dass sie bereits eine Arbeit hat, erwirken Danny und Hank mithilfe einer Lüge ihre Entlassung. Notgedrungen wird Ellen ihre Managerin und ist auch durch ihre weiblichen Reize so erfolgreich, dass die Collegeband bald selbst der renommierten Band um Artie Shaw die Aufträge wegnimmt. Der wird hellhörig, da entweder die Band oder der Manager der Band sehr gut sein muss. Er kündigt sich zu einem Konzert der Band an.
Danny und Hank glauben, dass er einen von ihnen als Trompeter für seine Band engagieren will und versuchen sich beim Auftritt gegenseitig zu übertrumpfen. Am Ende stellt sich heraus, dass Artie Ellen als neue Managerin engagiert hat. Die Band von Danny und Hank zerfällt nun und beide geben vor, in die beruflichen Fußstapfen ihrer Väter treten zu wollen, die nichts mit Musik zu tun haben. In Wirklichkeit reisen beide Ellen nach New York City nach und stehen in ihrem Büro, als Ellen gerade bei Artie durchsetzen konnte, dass Danny und Hank ihm vorspielen. Neben der Rivalität um Ellen sind Danny und Hank bei aller Freundschaft auch berufliche Konkurrenten und versuchen den jeweils anderen zu sabotieren. Als Danny Artie während eines Konzerts vorspielt, manipuliert Hank sein Notenblatt, sodass Danny schief spielt. Hank wiederum wird von Danny kurz vor seinem Solo von der Bühne gestoßen. Beide Männer werden von Wachmännern aus dem Konzertsaal geworfen und Ellen schwört, keinen von beiden wiedersehen zu wollen. Da sich der Skandal rumspricht, verdient sich Hank am Ende sein Geld als Trompeter bei Pferderennen und Danny wird als russischer Sänger und Tänzer in einem kleinen Lokal gebucht.
Ellen hat unterdessen in dem reichen und naiven Mr. Chisholm einen Geldgeber für ein geplantes Konzert Artie Shaws gefunden. Mr. Chisholm spielte früher leidenschaftlich gern das Banjo, ist aber vollkommen unmusikalisch. Als er sich mit Ellen zur Absprache trifft und mit ihr mehr schlecht als recht musiziert, steigen Danny und Hank heimlich in ihre Wohnung ein, da Ellen beide am Telefon abgewimmelt hat und nun jeder eifersüchtig glaubt, der jeweils andere sei bei ihr. Als sich beide unter Ellens Bett wiederfinden, fassen sie den Plan, den vermeintlichen Nebenbuhler Mr. Chisholm zu verjagen. Hank gibt sich als Ellens Ehemann aus und Mr. Chisholm geht verstört. Ellen ist verzweifelt, da Arties Konzert nun auszufallen droht, und Danny und Hank sind zerknirscht. Sie versprechen, den Fehler wiedergutzumachen. Sie gestehen Mr. Chisholm, dass Hank gelogen hat, und machen ihm ein schlechtes Gewissen, weil er schlecht von Ellen gedacht hat. Er ist ihnen dankbar und beide spielen ihm ein Lied vor, das Danny geschrieben hat. Als Geldgeber dürfe er entscheiden, welche Lieder gespielt werden und so besteht Mr. Chisholm schließlich vor Artie auf Dannys Lied, das er selbst am Banjo begleiten will. Danny darf vorspielen und Artie stimmt einem Auftritt Dannys mit dem Lied zu. Hank hat die Aufgabe, Mr. Chisholm am Abend vom Spielen abzuhalten und ist erfolgreich: Mr. Chisholm und er mischen dem jeweils anderen heimlich Schlafmittel in einen Drink, sodass beide den großen Konzertabend verschlafen. Danny wiederum feiert mit seinem Lied, das er als Dirigent leitet, einen rauschenden Erfolg. Gemeinsam mit Ellen fährt er nach der Premiere davon.

## Produktion
Second Chorus wurde auf dem Campus des Occidental College in Los Angeles und in den Paramount Studios gedreht. Der Film erlebte am 3. Dezember 1940 seine Premiere in New York City und kam am 3. Januar 1941 in die US-amerikanischen Kinos. In Deutschland ist der Film bisher nicht erschienen.
Im Film sind verschiedenen Lieder zu hören. Die Trompetensoli wurden dabei von Bobby Hackett (Fred Astaires Parts) und Billy Butterfield (Burgess Meredith Parts) eingespielt.
- Sweet Sue, Just You (Musik: Victor Young, Text: Will J. Harris)
- Would You Like to Be the Love of My Life – gesungen von Fred Astaire (Musik: Artie Shaw, Text: Johnny Mercer)
- I’m Yours (Musik: Johnny Green, Text: E. Y. Harburg)
- Beautiful Dreamer – gesungen von Charles Butterworth (Musik: Stephen Foster)
- Poor Mr. Chisholm – gesungen von Fred Astaire und Burgess Meredith (Musik: Bernard Hanighen, Text: Johnny Mercer)
- Dig It – gesungen von Fred Astaire (Musik: Hal Borne, Text: Johnny Mercer)
- The New Moon Is Shining (trad.)
- Sugar (Musik: Maceo Pinkard, instrumental)
- Everything’s Jumping (Musik: Artie Shaw, instrumental)
- Double Mellow (Musik: Artie Shaw, instrumental)
- Concerto for Clarinet (Musik: Artie Shaw, instrumental)

Ursprünglich enthielt der Film keine Tanznummern und wurde während der Dreharbeiten für Fred Astaire umgeschrieben. Der hatte seine Teilnahme am Film zugesagt, weil er mit Artie Shaw zusammen vor der Kamera stehen wollte. Rückblickend nannte Astaire den Film in einem Interview den schlechtesten Film seiner Karriere.

## Kritik
Leonard Maltin gab dem Film zwei von vier Sternen, nannte ihn eine „routinierte Musikkomödie“ und schrieb, dass der Film zwar nicht genug Musik und kaum Tanzeinlagen besitze, dafür aber viel Spaß mache.

## Auszeichnungen
Second Chorus erhielt bei der Oscarverleihung 1941 zwei Nominierungen: Artie Shaw und Johnny Mercer wurden für Love of My Life für einen Oscar in der Kategorie Bester Song nominiert. Artie Shaw erhielt zudem einen Oscarnominierung in der Kategorie Beste Filmmusik.